# Rory O'Mores
Pour plus de détails, voir Fiche technique et Distribution.
Rory O'Mores est un film américain sorti en 1911, réalisé par Sidney Olcott et Robert G. Vignola en Irlande, d'après un roman de l'auteur et dramaturge irlandais Samuel Lover.

## Synopsis
Irlande 1798. Rory O'Mores est un rebelle irlandais, poursuivi par les soldats britanniques. Il parvient à se cacher dans la montagne grâce à sa fiancée. Dénoncé par un mouchard, il est arrêté après une course poursuite. Condamné à être pendu, il est sauvé in extremis sur l'échafaud par un prêtre qui est tués par les soldats anglais. Rory s'enfuit en Amérique avec sa mère et sa fiancée.

## Fiche technique
- Réalisation : Sidney Olcott et Robert G. Vignola
- Scénario : Gene Gauntier
- Production : Kalem
- Directeur de la photo : George K. Hollister
- Longueur : 1000 pieds
- Date de sortie : 
  -  États-Unis : 23 mars 1911 (New York)
  -  France : 23 novembre 1911 (Paris)
- Distribution : General Film Company

## Distribution
- Jack J. Clark : Rory
- Gene Gauntier : Kathleen
- Arthur Donaldson : père O'Brien
- Robert G. Vignola : Black William, le mouchard
- J. P. McGowan : le commandant anglais
- Anna Clark : la mère de Rory

## À noter
- Le film est tourné en Irlande durant l'été 1911, à Beaufort, près de Killarney dans le comté de Kerry. Sidney Olcott utilise les superbes décors naturels du gap of Dunloe.
- Une copie est conservée à la National Film Archives à Londres et à l'Irish Film Institute à Dublin.